# Il mercante in fiera
Il mercante in fiera è stato un programma televisivo italiano di genere game show basato sull'omonimo gioco di carte, in onda nel 2006 su Italia 1 e nel 2023 su Rai 2, con la conduzione di Pino Insegno.
Le prime due edizioni sono state prodotte da Magnolia ed RTI e andate in onda dal 30 gennaio al 24 novembre 2006 su Italia 1, condotte da Pino Insegno con la partecipazione di Ainett Stephens nel ruolo della "gatta nera" (successivamente "gatta bianca"). La terza edizione, prodotta da Banijay Italia, è tornata nel 2023 su Rai 2, sempre con la conduzione di Pino Insegno affiancato da Lavinia Abate nel ruolo della "gatta nera", registrando però scarso successo di pubblico.
Dieci anni prima (nel 1996) fu trasmesso su TMC, Il grande gioco del mercante in fiera, condotto da Jocelyn Hattab, esso però era di fatto un remake de Il grande gioco dell'oca con solo alcuni elementi tratti succitato gioco di carte.
Il programma era sempre andato in onda dal lunedì al venerdì, con l'unica eccezione della dodicesima settimana della prima edizione nella quale era andato in onda anche di sabato, il 22 aprile 2006.

## Svolgimento del gioco

### 2006
All'inizio di ogni puntata, il presentatore chiama a partecipare tre concorrenti scegliendoli in base alla carta a loro abbinata: nello studio sono infatti presenti, disposti in una sorta di muro luminoso, quaranta possibili giocatori, ognuno in piedi dietro alla gigantografia di una delle carte da gioco. A ogni giocatore vengono distribuite otto carte, tra cui quella a lui assegnata nel muro luminoso. Prima di cominciare la partita, il conduttore, che svolge il ruolo del mercante, consegna alla gatta nera la carta denominata appunto "della gatta nera", che al termine della prima fase elimina un concorrente dal gioco.
Il gioco vero e proprio consta di quattro fasi. Nella prima fase, chiamata girone dell'acquisto, il mercante, in cambio di somme in denaro (che verranno aggiunte al montepremi finale), compra alcune delle carte distribuite in precedenza ai tre concorrenti. A ogni mossa dei concorrenti viene girata una carta, la "carta perdente", che viene eliminata dal gioco assieme alla sua copia (posseduta dai concorrenti o dal mercante); il mercante sa quali sono le carte perdenti che saranno girate, di conseguenza dopo ogni offerta d'acquisto, al fine di rendere più dinamico il gioco, la carta perdente che verrà "bruciata" sarà spesso quella coinvolta nell'offerta.
Segue il girone dello scambio, dove i concorrenti possono accettare o rifiutare scambi proposti dal mercante con altri concorrenti; alla fine di ogni scambio viene girata una carta perdente, la quale sarà sempre una delle due carte scambiate tra i concorrenti. Alla fine della fase di scambio, il conduttore-mercante chiama in causa la gatta nera, che si presenta al fianco del mercante con in mano la propria carta. Egli a questo punto rivela il nome del possessore della carta, che riceve così la possibilità di salvarsi: il possibile perdente sceglie una delle sue carte (quella ritenuta segnata dalla gatta nera) e la regala a un altro giocatore, sperando così di passare allo sfortunato (coinvolto suo malgrado) la conseguente eliminazione. Le carte dell'eliminato vengono ereditate dal mercante.
Nel terzo girone, quello delle Ultime trattative, i due concorrenti rimasti si affrontano in un duello psicologico col mercante al fine di restare in gioco con il maggior numero di carte ancora attive e, conseguentemente, poter accedere alla fase finale. Durante questa fase, il mercante può offrire nuovi scambi (grazie alle carte in suo possesso), oppure permettere ai giocatori in possesso di somme in denaro di acquistare ulteriori carte; alla fine di ogni contrattazione, come sempre, verrà eliminata dal gioco una carta perdente. Se alla fine di questa fase i due concorrenti e il mercante hanno lo stesso numero di carte, si entra nella fase della perla bianca e nera: a entrambi i concorrenti viene data una scatola. All'apertura delle scatole, il giocatore che avrà trovato la perla bianca proseguirà nell'ultima fase, mentre quello con la perla nera lascerà il gioco.
La fase finale, quella della Piramide, è il vero e proprio duello fra mercante e concorrente. Al centro del palco viene aperta la piramide che dall'inizio del gioco contiene le otto carte associate a un premio. Quattro premi sono definiti "perdenti" e si tratta di oggetti (o anche cibarie) di scarso valore; i premi in denaro sono invece pari, nell'ordine a 1 000 €, 15 000 €, 50 000 € e 200 000 €. Il mercante sa anche quali sono le carte che corrispondono ai premi, di conseguenza sa a priori se lo scambio che sta proponendo al concorrente è più o meno vantaggioso; è comunque il concorrente a scegliere quali carte tenere e quali offerte rifiutare, potendo sia scambiare tutte le sue carte per un'unica carta del mercante, sia accettare somme in denaro (sempre inferiori al premio massimo) per chiudere immediatamente la partita.
Il gioco si conclude quando anche l'ultima carta viene scoperta, con il concorrente che porta a casa tutti i premi vinti (comprese eventuali somme in denaro accumulate nella compravendita delle carte).
Nella seconda stagione, al meccanismo sopracitato, furono introdotte alcune novità:
- Un'asta e un indovinello per aggiudicarsi le carte;
- Ad eccezione delle due fasi sopracitate, dove era il mercante a scegliere le carte, per il resto del gioco erano i concorrenti a scegliere in totale libertà le loro carte durante il corso del gioco (invece di riceverle tutte all'inizio);
- La gatta bianca, la quale porta con sé un assegno: poco prima della chiusura del girone delle trattative, il mercante chiede se qualcuno vuole uscire dal gioco e mandare in finale l'altro; chi accetta vince l'assegno che la gatta bianca ha attaccato al collare (la cifra dell'assegno viene rivelata solo a decisione presa);
- Le carte brivido, le quali attivano effetti (positivi o negativi) volti ad aumentare la spettacolarità del programma (a discapito della matrice a premi);
- I dobloni, che si possono guadagnare durante il gioco, sostituiscono le somme in denaro durante la compravendita di carte; un doblone vale 200 €;
- I premi sono dieci: 1 €, 10 €, 50 €, 100 €, 250 €, 500 €, 1 000 €, 10 000 €, 50 000 € e 200 000 €.

Edizione per bambini
Per due settimane venne messa in onda, una volta alla settimana, un'edizione riservata ai bambini, i quali venivano accompagnati in studio da Mike Bongiorno, ospite fisso del programma. Le regole erano uguali a quelle della prima stagione tranne che per le seguenti eccezioni:
- Non erano previsti premi in denaro, ma otto premi materiali dai valori crescenti (PSP, vacanza a Gardaland, videogiochi o altro);
- Nel girone dell'acquisto, al posto dei soldi venivano utilizzati dei giochi;
- Oltre alle carte normali, nell'edizione per i bambini se ne aggiunsero delle nuove con soggetti più infantili.

Edizione per famiglie
Durante la seconda edizione venne trasmessa una versione per le famiglie. Le regole erano le stesse, ma con alcune varianti:
- Le famiglie che prendevano parte al gioco erano due, quindi si usava un numero di carte minore e, dopo lo svelamento di tutte le carte perdenti, veniva eliminata la famiglia che aveva la carta della gatta nera;
- Quando una famiglia conquistava una Carta Brivido (ve n'erano due), questa non poteva passarla agli avversari e sceglieva un loro membro che, prima che venisse svelato l'effetto del Brivido, doveva subire una penitenza (che non influenzava in alcun modo lo svolgimento del gioco; alcuni esempi: indossare una parrucca, farsi falsificare la voce con un microfono, ecc.);
- Erano previsti anche gironi in cui le due famiglie potevano svolgere trattative tra di loro (acquisti, vendite, scambi) senza alcun intervento del mercante;
- Il girone della piramide d'oro è stato sostituito con quello della torre d'oro: la famiglia che rimaneva in gioco dopo lo svelamento della carta della gatta nera giocava con le proprie carte. I premi, sempre in denaro, erano otto e di diverso valore da quelli dell'edizione individuale. La famiglia campione doveva abbinare ciascuna carta in proprio possesso con una di quelle presenti sulla torre: se una carta veniva associata con la sua gemella, la famiglia vinceva il premio relativo alla suddetta. Alla fine della puntata, la famiglia poteva decidere di tornare a giocare nella puntata successiva a patto che rinunciasse a tutto il montepremi vinto;
- La fase della gatta bianca arrivava durante la fase della torre d'oro. A differenza dell’edizione individuale, l'offerta scritta sull'assegno del mercante veniva svelata prima che la famiglia prendesse la sua decisione.

### 2023
Nella terza edizione, il regolamento torna quello della prima edizione ma con alcune differenze:
- È presente una nuova sigla sonora;
- Le carte sono totalmente ridisegnate e a quelle del passato se ne aggiungono di nuove;
- I concorrenti non vengono più chiamati dal conduttore dal muro luminoso, ma si trovano direttamente sul tavolo pronti a iniziare la partita;
- I gironi dell'Acquisto e dello Scambio vengono unificati nel girone delle Trattative, il girone delle Ultime trattative diventa Il duello mentre la fase della Piramide diventa La finale;
- Le carte vengono ridotte a 18: 10 carte perdenti (in seguito ridotte a 9), 7 carte premio (in seguito aumentate a 8) e la carta della gatta nera. Ogni giocatore riceve quindi 6 carte;
- Gli 8 premi sono: 1 000 €, 5 000 €, 10 000 € e 30 000 € come premi fissi. I restanti premi dal quinto all'ottavo sono oggetti simbolici di scarso valore definiti "burla" che cambiano di puntata in puntata.[5]

## Carte
In entrambe le versioni del gioco, le carte sono state ideate da Dario di Gennaro e disegnate dal fumettista Disney Claudio Sciarrone.

### 2006
- Accattone
- Alieno
- Ananas
- Anguria
- Apparecchio
- Arbitro
- Arrotino
- Avatar
- Baccello
- Bacio
- Bagnino
- Balena
- Bandana
- Bassotto
- Becchino
- Befana
- Bodyguard
- Bollito
- Brasiliana
- Cactus
- Cammello
- Cannone
- Canottiera
- Cantante
- Capra
- Carciofo

- Cervo
- Cinese
- Clown
- Coccodrillo
- Compiti
- Corna
- Cozza
- Cuore
- Datteri
- DJ
- Diario
- Donna Barbuta
- Drag Queen
- Emoticons
- Fagiano
- Fatina
- Fico
- Finocchio
- Gelato
- Gladiatore
- Gobbo
- Golfista
- Gufo
- Hamburger
- Happy Hours
- Idraulico

- Ladro
- Lampone
- Lasagne
- Lattante
- Leone
- Luna
- Lupo
- Macedonia
- Maestra
- Mago
- Maiale
- Mamma e Papà
- Maresciallo
- Minestrina
- Mucca
- Mummia
- Mutande
- Naufrago
- Orso
- Palline
- Pantera
- Papaya
- Parrucchino
- Pastore
- Patata
- Pere

- Pescatore
- Pilota
- Pipistrello
- Piranha
- Pirata
- Pizza
- Pollo
- Pompiere
- Principe
- Prof.
- Pugile
- Puntura
- Pupa
- Puzzola
- Rana
- Salame
- Sciatore
- Secchione
- Serpente
- Shorts
- Sirena
- Sole
- Somaro
- Sorcio
- Spaghetti
- Sposi

- Stella
- Strega
- Stylist
- Suocera
- Suora
- Supereroe
- Surfista
- Sushi
- Tacchino
- Tatuato
- Tigre
- Tonno
- Topina
- Torero
- Tortellino
- Tromba
- Trota
- Uccello
- Vampiro
- Vescovo
- Vigile
- Volpe
- Wrestler
- Zanzara
- Zecca
- Zitella

### 2023
Nell'edizione del 2023, si sono aggiunte delle nuove carte.
- Amore
- Anime
- Bacco
- Band
- Becchina
- Bomber
- Boomer
- Brufolone
- Cannolo

- Carbonara
- Castellana
- Cetriolo
- Chat
- Collegiale
- Coppa
- Culatello
- Dottoressa
- Esorcista
- Ex
- Festival
- Fido

- Gamer
- Ghigliottina
- Giornalista
- Hashtag
- Inciucio
- Influencer
- Maghetto
- Mario
- Monnezza
- Neomelodico

- Pagliaccio
- Panda
- Paura
- Pensionati
- Poliziotto
- Popstar
- Putto
- Risata
- Rosa
- Serie

- Smartphone
- Spritz
- Squalo
- Tarantolata
- Tattoo
- Teschio
- Tifoso
- Tiktoker
- Timidone
- Tiramisù
- Trapper
- Tuffo
- Vampiri
- Zombie

## Edizioni
| Edizione | Conduttore   | Gatta nera      | Emittente | Inizio            | Fine             | Puntate | Sede                                                  | Regia              |
| -------- | ------------ | --------------- | --------- | ----------------- | ---------------- | ------- | ----------------------------------------------------- | ------------------ |
| 1ª       | Pino Insegno | Ainett Stephens | Italia 1  | 30 gennaio 2006   | 2 giugno 2006    | 90      | Le Robinie Studios, Cologno Monzese                   | Celeste Laudisio   |
| 2ª       | Pino Insegno | Ainett Stephens | Italia 1  | 25 settembre 2006 | 24 novembre 2006 | 45      | Le Robinie Studios, Cologno Monzese                   | Celeste Laudisio   |
| 3ª       | Pino Insegno | Lavinia Abate   | Rai 2     | 25 settembre 2023 | 22 dicembre 2023 | 62      | Studio 4 degli Studi televisivi Fabrizio Frizzi, Roma | Barbara Napolitano |

## Accoglienza e controversie

### Controversia sul ruolo della "gatta nera" nella terza edizione
Nel luglio 2023, con la presentazione della terza edizione del format televisivo nei palinsesti Rai, il conduttore Pino Insegno ha dichiarato che Ainett Stephens non sarebbe tornata in veste di "gatta nera" in quanto «è diventata un po' più grande» e che «bisogna sempre cercare di cambiare un minimo le cose perché sono passati 15 anni», in riferimento all'età della modella, sebbene sia «una indimenticata icona di quel programma». La Stephens ha replicato all'affermazione di Insegno accusandolo di age shaming, sostenendo di essere rimasta delusa nel «vedere che ci sono persone che hanno anche loro un'età importante e sono rimaste ancorate ai vecchi retaggi secondo cui le donne a 40 anni sono vecchie». Insegno ha replicato a sua volta alla dichiarazione della Stephens dicendo di essere certo di non aver detto tali parole. Nell'agosto 2023 la modella argentina Candelaria Solorzano, scelta da Insegno per ricoprire il ruolo di "gatta nera" nella terza edizione, è stata scartata dalla Rai dopo un video pubblicato sui social network in cui appare consumare cannabis.
Successivamente alla prima puntata della terza stagione in un articolo pubblicato per Vanity Fair, Mario Manca chiede se «nel 2023, il servizio pubblico pubblicizzi l'immagine di una donna bella e muta», la cui immagine nel programma presenti «un richiamo neanche troppo velato al mondo del bondage» si metta in contrasto con le scelte dei palinsesti Rai «che si impegna a tramandare il concetto della famiglia tradizionale pura e retta propagandato dal governo in carica, oppure ci è sfuggito qualcosa». Il giornalista riporta inoltre che Lavinia Abate ricopra il ruolo di «donne-immagine rigorosamente non parlanti» in contrasto con l'immagine della donna contemporanea, poiché «non si tratta di demonizzare la bellezza, [...] ma di intervenire su un ruolo professionale [...] vittima di una bolla che oggi non ha, per fortuna, più motivo di esistere». Giuseppe Candela de Il Fatto Quotidiano definisce il ruolo della gatta nera «muta e fuori tempo massimo» nella televisione contemporanea. Grazia Sambruna di Fanpage.it scrive che il ruolo nella stagione poteva essere «evitabile», definendolo «minimo e pure respingente», mentre la presenza scenica dell'Abate appare «castigatissima, quasi vestita da ufficio e con un volto perennemente imbronciato».